# Luis Barros Borgoño

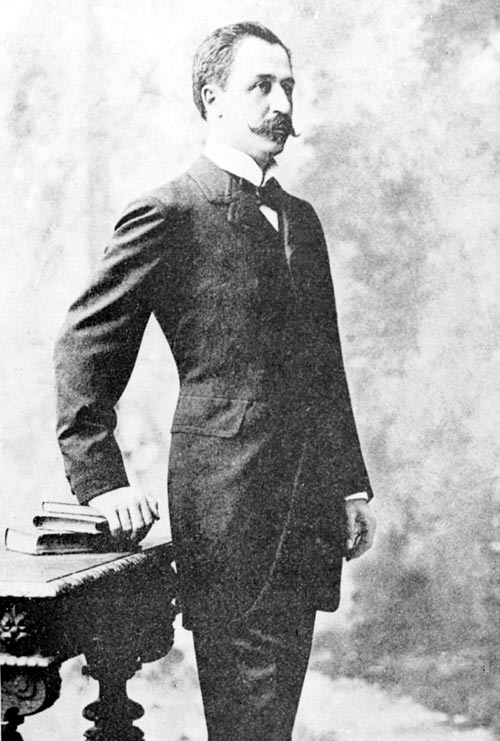
Barros Borgoño

Luis Barros Borgoño (* 26. März 1858 in Santiago de Chile; † 26. Juli 1943 ebenda) war ein chilenischer Politiker. Er amtierte 1925 für mehrere Wochen übergangsweise als Präsident seines Landes.
Barros studierte Rechtswissenschaft und Geschichtswissenschaft und arbeitete nach seinem Studium beim chilenischen Außenministerium.
1889 berief ihn Präsident José Manuel Balmaceda zum Kriegsminister; sein Nachfolger Jorge Montt Álvarez machte ihn 1895 zum Außenminister. Unter Präsident Germán Riesco Errázuriz bekleidete Barros das Amt des Finanzministers, und im Kabinett von Juan Luis Sanfuentes Andonaequi war er Innenminister.
Als Staatspräsident Arturo Alessandri Palma am 1. Oktober 1925 unter dem Druck des aufständischen Militärs unter Carlos Ibáñez del Campo zurücktreten musste, übergab er die Amtsgeschäfte an den damals 67-jährigen Barros, der sie als amtierender Vize-Präsident ausübte, bis der gewählte Kandidat Emiliano Figueroa Larraín am 23. Dezember 1925 den Amtseid leistete. Politischen Einfluss konnte er in diesem kurzen Zeitraum kaum ausüben, da die wahre Macht bei der Militärjunta unter Ibáñez vereint war.
Luis Barros Borgoño schrieb neben seiner politischen Laufbahn einige Bücher über die Geschichte Südamerikas. Er starb am 26. Juli 1943 im Alter von 85 Jahren.